# Фрэнсис Тааффе, 3-й граф Карлингфорд
Фрэнсис Тааффе, 3-й граф Карлингфорд, 4-й виконт Тааффе, 4-й барон Баллимот (англ. Francis Taaffe, 3rd Earl of Carlingford,4th Viscount Taaffe, 4th Baron of Ballymote; Франц фон Таафе, нем. Franz von Taaffe; 1639[…], Слайго, Коннахт — август 1704, Нанси) — ирландский аристократ, эмигрант-роялист, австрийский (имперский) фельдмаршал, кавалер ордена Золотого руна.

## Биография
Родился в 1639 году в Баллимоте, Ирландия. Был вторым сыном Теобальда Тааффе, 2-го виконта Тааффе и 2-го барона Баллимота. После завоевания Ирландии Оливером Кромвелем (1653) выехал в изгнание вместе с отцом. Во время реставрации Стюартов его отец вернулся на родину и получил от короля Карла II титул графа Карлингфорда (1661). Этот титул Фрэнсис Таафе унаследовал после смерти отца (1677) и старшего брата (1690). 
Фрэнсис Тааффе в Британию не возвращался. Он окончил Ольмюцкий университет и служил при дворе австрийского императора Фердинанда III и герцога лотарингского Карла IV. Он также был наставником детей герцога и армейским капитаном.
К 1673 году, во время осады Бонна в рамках Голландской войны, Фрэнсис уже был фактическим командиром полка герцога Лотарингского. В следующем году он отличился мужеством и отвагой в битве при Зинсхайме. Затем его отправили в Польшу представлять на выборах короля кандидатуру герцога лотарингского. 
После возвращения в Германию, сражался при Зальцбахе (1675). В 1676 году его отправили в Пфальц, чтобы помешать тамошнему двору заключить сепаратный мир с Францией. В ходе вскоре начавшейся Войны за Пфальцское наследство (войны Аугсбургской лиги), Тааффе принял участие в осаде Филипсбурга. В награду за отличия, герцог запросил у императора полк для Тааффе, но в этом было отказано, поэтому герцог передал Тааффе свой полк.
В 1683 году в битве под Веной в рамках Великой турецкой войны, Тааффе вновь отличился, захватив немалую часть имущества великого визиря Кара-Мустафы. Часть из этих трофеев герцог Лотарингский отправил в подарок королю Англии Якову II.
В 1684 году Тааффе, в рамках продолжавшейся Великой турецкой войны, участвовал в Венгрии в битвах при Вайцене и при Гране. 
В 1687 году был повышен до генерала от кавалерии, и назначен командовать ирландскими наемниками, поступившими на службу императору. В 1694 году был повышен до фельдмаршала и стал кавалером ордена Золотого руна.
Некоторое время Тааффе был канцлером герцога Леопольда Лотарингского. В 1697 году во время переговоров об условиях Рисвикского мира ему удалось закрепить Лотарингию за герцогом Леопольдом. В награду герцог назначил его председателем всех заседаний государственного совета, главным управляющим герцогского дома, министром финансов и губернатором города Нанси.
С 1676 года Тааффе был женат на Елене Максимилиане фон Траудиш (ум. 1700). У пары родилась дочь по имени Анна, но она умерла раньше отца. Сыновей в этом браке не было.
Тааффе скончался в 1704 году в Нанси и был похоронен в кафедральном соборе города. Наследником поместий в Ирландии, Лотарингии и Германии стал его племянник Теобальд.